# Spanningen tussen China en Taiwan in 2022
De spanningen tussen China en Taiwan in 2022 begonnen op 19 juli 2022, toen bekend werd dat voorzitter van het Amerikaanse Huis van Afgevaardigden Nancy Pelosi tijdens haar rondreis in Azië ook Taiwan zou aandoen. Pelosi verbleef op 2 en 3 augustus in Taiwan en ontmoette er president Tsai Ing-wen. In de ogen van China was dit een provocatie, omdat het in strijd werd geacht met het een-Chinaprincipe waar de Verenigde Staten zich sinds het begin van hun diplomatieke verhoudingen met de Volksrepubliek China aan hebben verbonden. Als reactie hield Beijing daarom grootschalige militaire oefeningen in de wateren rondom het eiland, die op 10 augustus eindigden.

## Voorgeschiedenis
De Chinese Burgeroorlog was in 1950 stilgevallen, nadat de nationalisten zich op Taiwan hadden verschanst en de communisten op het vasteland de volksrepubliek hadden uitgeroepen. Beide partijen bleven er aanspraak op maken de rechtmatige regering van het grondgebied van de andere te zijn. Ook bleven ze trouw aan het een-Chinaprincipe. Dankzij steun van de Verenigde Staten kon tijdens de Eerste Taiwancrisis voorkomen worden dat Taiwan in de jaren 1950 onder de voet werd gelopen.
Op 1 januari 1979 veranderde het beleid van de Verenigde Staten rondom China, toen president Carter de Volksrepubliek als de rechtmatige regering van Chinees grondgebied aanwees, grotendeels vanwege verwachte economische en politieke voordelen. Hierna werd de Amerikaanse ambassade in Taipei dan ook gesloten en ingeruild voor een ambassade in Beijing. Als reactie hierop werd in het Amerikaans Congres de Taiwan Relations Act aangenomen, die stelde dat er vreedzaam een toekomstbeeld voor het eiland gecreëerd moest worden, ondanks dat de VS de jure geen diplomatieke verhoudingen meer met de regering in Taipei onderhield. Hieruit werd ook het Amerikaans Instituut in Taiwan geboren, een onofficiële Amerikaanse ambassade in de Taiwanese hoofdstad.
Midden jaren 1990 reageerde China al eens met raketlanceringen en militaire oefeningen over en rond Taiwan, toen president Lee Teng-hui de Verenigde Staten bezocht.
Een jaar later bezocht toenmalig voorzitter van het Huis van Afgevaardigden Newt Gingrich ook kortstondig Taiwan en sprak toen met Lee. Hij maakte toen duidelijk dat de Verenigde Staten Taiwan zouden verdedigen indien Taiwan door China zou worden aangevallen. China antwoordde niet van plan zijn aan te vallen en protesteerde verder niet.

## Toename van de spanningen

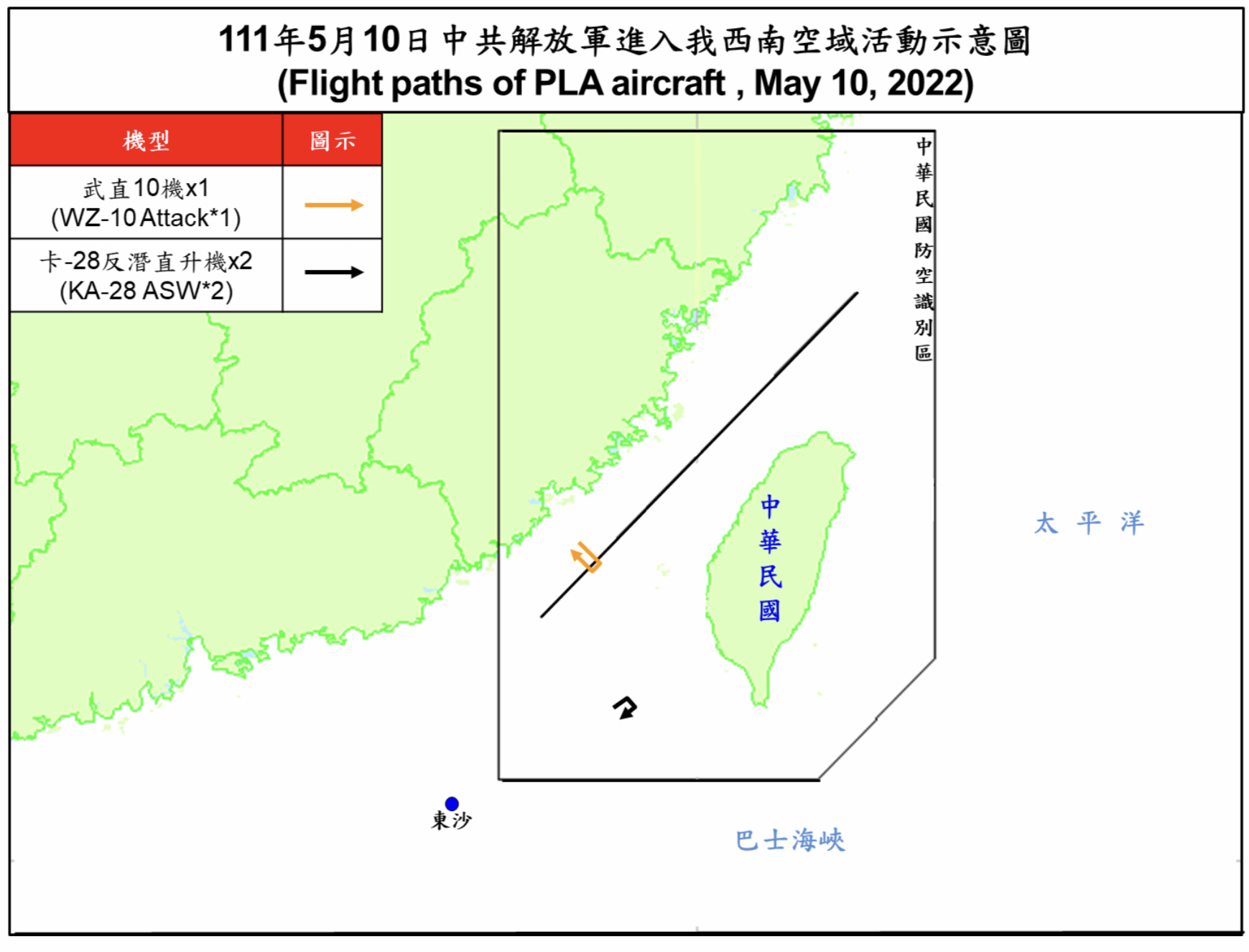
Taiwans ADIZ en de middenlijn in de Straat van Taiwan. Ook weergegeven zijn de overschrijdingen door Chinese militaire vliegtuigen op 10 mei 2022.

De voorbije jaren waren Chinese vliegtuigen die in Taiwans ADIZ, het door Taiwan in de gaten gehouden luchtruim, vliegen schering en inslag geworden. Meestal ging het om patrouillevliegtuigen die buitenlandse marineschepen in de gaten hielden. Soms ging het echter om een dozijn of meer gevechtsvliegtuigen en bommenwerpers op één dag. Doorgaans waren het reacties op provocaties door hoogstaande Amerikaanse ambtenaren, zoals Antony Blinken, omtrent een eventuele verhuizing van diplomatieke relaties van Beijing naar Taipei.
In maart 2022 was voormalig Minister van Buitenlandse Zaken Mike Pompeo in Taiwan, waar hij had aangedrongen op een formele erkenning. In mei zei president Joe Biden tussenbeide te zullen komen als China Taiwan zou binnenvallen. In juli zei voormalig Minister van Defensie Mark Esper dat het een-Chinabeleid nutteloos was geworden.
Geregeld provoceerden de Verenigde Staten Beijing door een marineschip door de door China geclaimde Straat van Taiwan te sturen, telkens gevolgd door een tegenreactie.
De Verenigde Staten verkochten regelmatig wapens aan Taiwan. In juli 2022 ging het om onderdelen voor tanks en pantservoertuigen en technische ondersteuning. China eiste dat die militaire samenwerking zou stoppen vanwege schade aan de relaties tussen beide landen en de stabiliteit in de Straat van Taiwan.
De Verenigde Staten probeerden landen in Zuidoost-Azië aan zich te binden om de groeiende invloed van China tegen te gaan. In juni 2022 vroeg de Chinese Minister van Buitenlandse Zaken Wei Fenghe hiermee te stoppen en zich niet met China's interne aangelegenheden te bemoeien; zijn land zou er alles aan doen om Taiwans onafhankelijkheid te voorkomen.

## Pelosi's bezoek aan Taiwan

### Voorafgaand
Voorzitter van het Huis van Afgevaardigden Nancy Pelosi vatte in april 2022 het plan op om met een aantal volksvertegenwoordigers verschillende landen in Azië te bezoeken, waaronder ook Taiwan. Dat stuitte toen op protest van China. De reis kon op dat moment niet doorgaan, omdat Pelosi COVID-19 had opgelopen.
In juli werd bekend dat de reis was uitgesteld tot augustus. Lange tijd bleef onduidelijk of Taiwan effectief op de agenda stond. Wel zouden Singapore, Maleisië, Zuid-Korea en Japan worden aangedaan. Daarmee wilden de leden van de delegatie hun "onwankelbare" steun aan bevriende Aziatische landen aantonen.

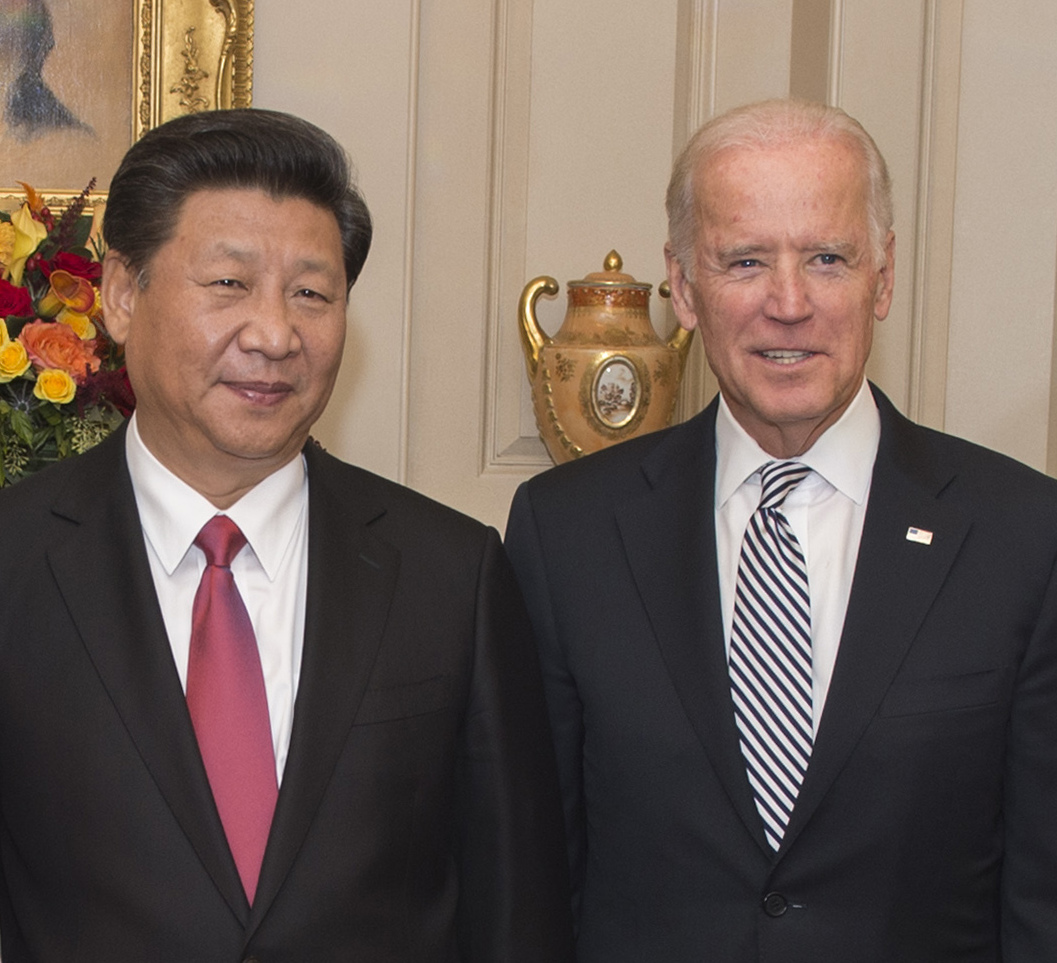
Joe Biden en Xi Jinping in 2015. Biden was toen nog vicepresident onder Barack Obama.

President Joe Biden raadde het bezoek in eerste instantie af en zei dat het leger het "nu geen goed idee" vond. Later was de stellingname van het Witte Huis dat men het recht had Taiwan te bezoeken. Biden en zijn ambtgenoot Xi Jinping spraken elkaar eind juli. Xi zei Biden dat de Verenigde Staten zich aan het een-Chinabeleid moesten houden en waarschuwde dat "wie met vuur speelt zich zal verbranden".
Begin augustus bevestigden hoge functionarissen Pelosi's bezoek, waarop China dreigde met krachtige maatregelen teneinde zijn "soevereiniteit en territoriale integriteit te waarborgen". China beschouwde het bezoek namelijk als een schending van zijn soevereiniteit. Amerikaanse marineschepen en vliegtuigen werden richting Taiwan verplaatst om Pelosi's vliegtuig te beveiligen. De Verenigde Staten zouden niet toestaan dat China Taiwan isoleerde. Pelosi benadrukte ook dat haar bezoek niets veranderde aan de status quo; het Amerikaanse beleid jegens de kwestie China-Taiwan bleef ongewijzigd.
Een geplande Amerikaanse test met een intercontinentale raket werd uitgesteld en ging uiteindelijk op 16 augustus alsnog door.
China voerde ook economisch de druk op. Zo werden een honderdtal voedselleveranties uit Taiwan door de douane tegengehouden. Eerder blokkeerde China al een aantal fruitsoorten. China is Taiwans grootste exportmarkt voor fruit. Ook legde China Pelosi sancties op zonder deze te specifiëren. Dergelijke sancties zijn meestal symbolisch bedoeld. Verder werden samenwerkingen met de Verenigde Staten inzake de strijd tegen georganiseerde misdaad, het terugsturen van illegale migranten en de aanpak van de klimaatverandering stopgezet.

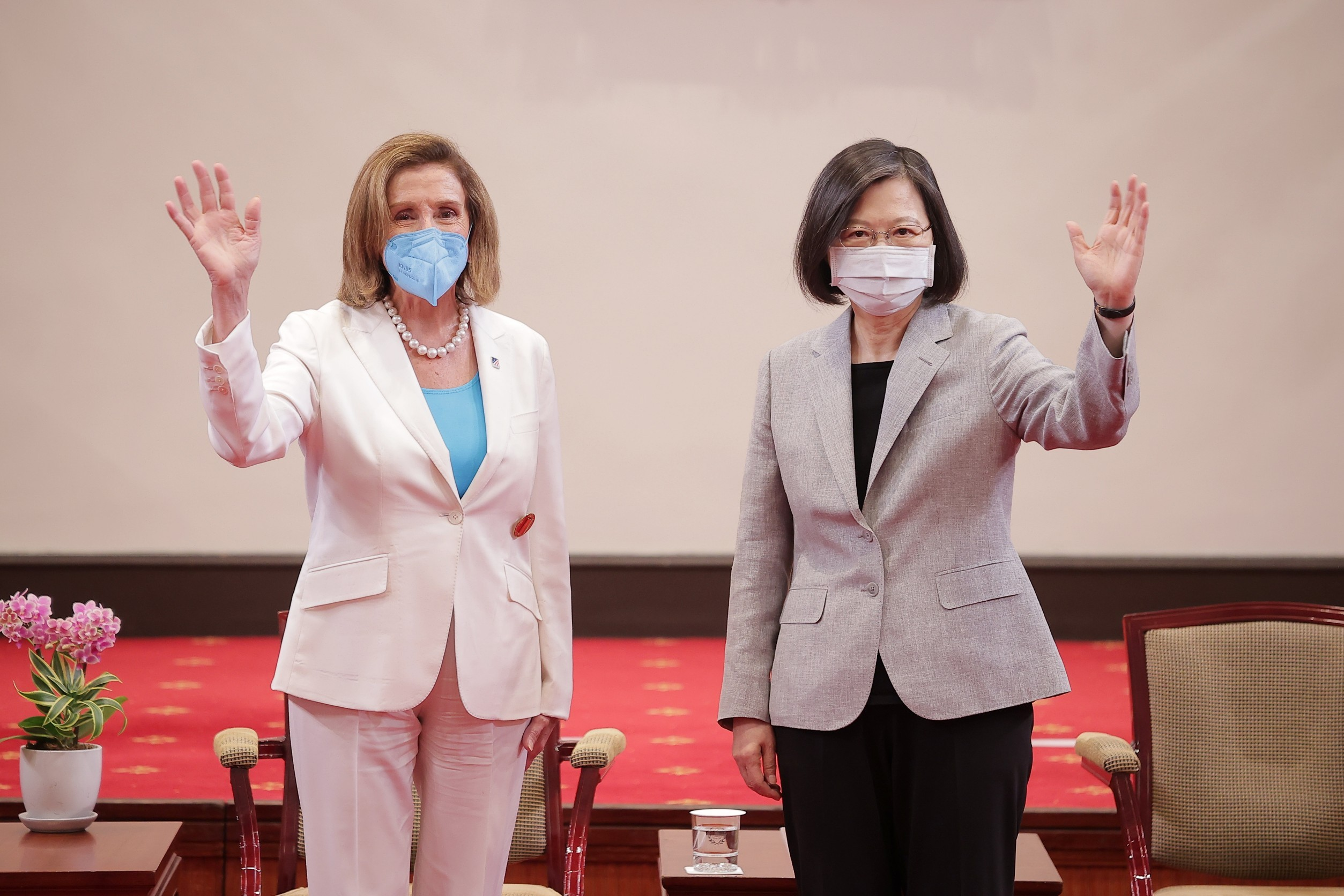
Nancy Pelosi en Tsai Ing-wen tijdens hun ontmoeting op 3 augustus. Tsai reikte Pelosi vervolgens het Speciaal Grootlint in de Orde van de Gunstige Wolken uit.

### Tijdens
In de avond van 2 augustus landde Pelosi met haar gevolg dan toch in Taipei. Ze werden ontvangen door Minister van Buitenlandse Zaken Joseph Wu en Sandra Oudkirk, de directeur van het Amerikaans Instituut in Taiwan. De dag nadien bezochten ze de Wetgevende Yuan (het parlement) waar Pelosi in een korte toespraak zei in vrede te komen en Taiwan een van de meest vrije landen in de wereld noemde.
Vervolgens werd ze op het kantoorgebouw van de president ontvangen door president Tsai Ing-wen. Die reikte haar het Speciaal Grootlint in de Orde van de Gunstige Wolken uit. Het gevolg ontmoette ook prominente functionarissen van chipfabrikant TSMC, sprak met verschillende Chinese dissidenten en bezocht een museum gewijd aan de witte terreur, de periode van de Kwomintang-dictatuur op het eiland. Die avond vertrok de delegatie richting Zuid-Korea.
Meteen toen het bezoek begon, vlogen 21 Chinese gevechtsvliegtuigen Taiwans ADIZ in en de dag daarop 27. Ook werd de Amerikaanse ambassadeur in China, Nicholas Burns, op het matje geroepen bij de Chinese onderminister van Buitenlandse Zaken Xie Feng. China waarschuwde voor ernstige gevolgen en kondigde militaire acties aan.

### Achteraf
Na het bezoek noemde Pelosi de Chinese president Xi een "bange pestkop" die zich volgens haar door "economische problemen" in China in een "kwetsbare positie" zou bevinden.
Op 14 augustus bezochten vijf Amerikaanse parlementsleden wederom onaangekondigd Taiwan, in het kader van een rondreis in de regio om te spreken over handel en investeringen. China kondigde daarop nieuwe militaire manoeuvres aan.
Op 25 augustus bracht ook de Amerikaanse senator Marsha Blackburn een bezoek aan Taiwan voor een ontmoeting met Tsai Ing-wen, Joseph Wu en Wellington Koo, het hoofd van de Nationale Veiligheidsraad. China sprak opnieuw van provocaties en waarschuwde voor "resolute tegenmaatregelen".
Volgens een woordvoerder van de Nationale Veiligheidsraad bezochten Amerikaanse congresleden en functionarissen al decennialang Taiwan en zouden ze dat ook blijven doen, in lijn met het een-Chinabeleid.
Op 28 augustus voeren voor het eerst sinds Pelosi's bezoek twee Amerikaanse marineschepen door de Straat van Taiwan. Het ging om de kruisers USS Antietam en USS Chancellorsville. De Amerikaanse marine stelde dat de vaarroute buiten territoriale wateren lag en dat ze eender waar het internationaal recht dat toeliet zou opereren. Het Chinese leger zei de twee kruisers te volgen en waarschuwde ze dat ze troepen hadden klaarstaan om op te treden tegen eventuele provocaties.
Eind maart 2023 liepen de spanningen opnieuw hoog op nadat werd aangekondigd dat president Tsai Ing-wen een tussenstop zou maken in de Verenigde Staten op doorreis naar Centraal-Amerika. Tijdens die stop ontmoette ze de nieuwe voorzitter van het Huis van Afgevaardigden, Kevin McCarthy. China sprak wederom van een "provocatie" en begon opnieuw grootschalige militaire oefeningen rondom Taiwan.

## China's militaire oefeningen

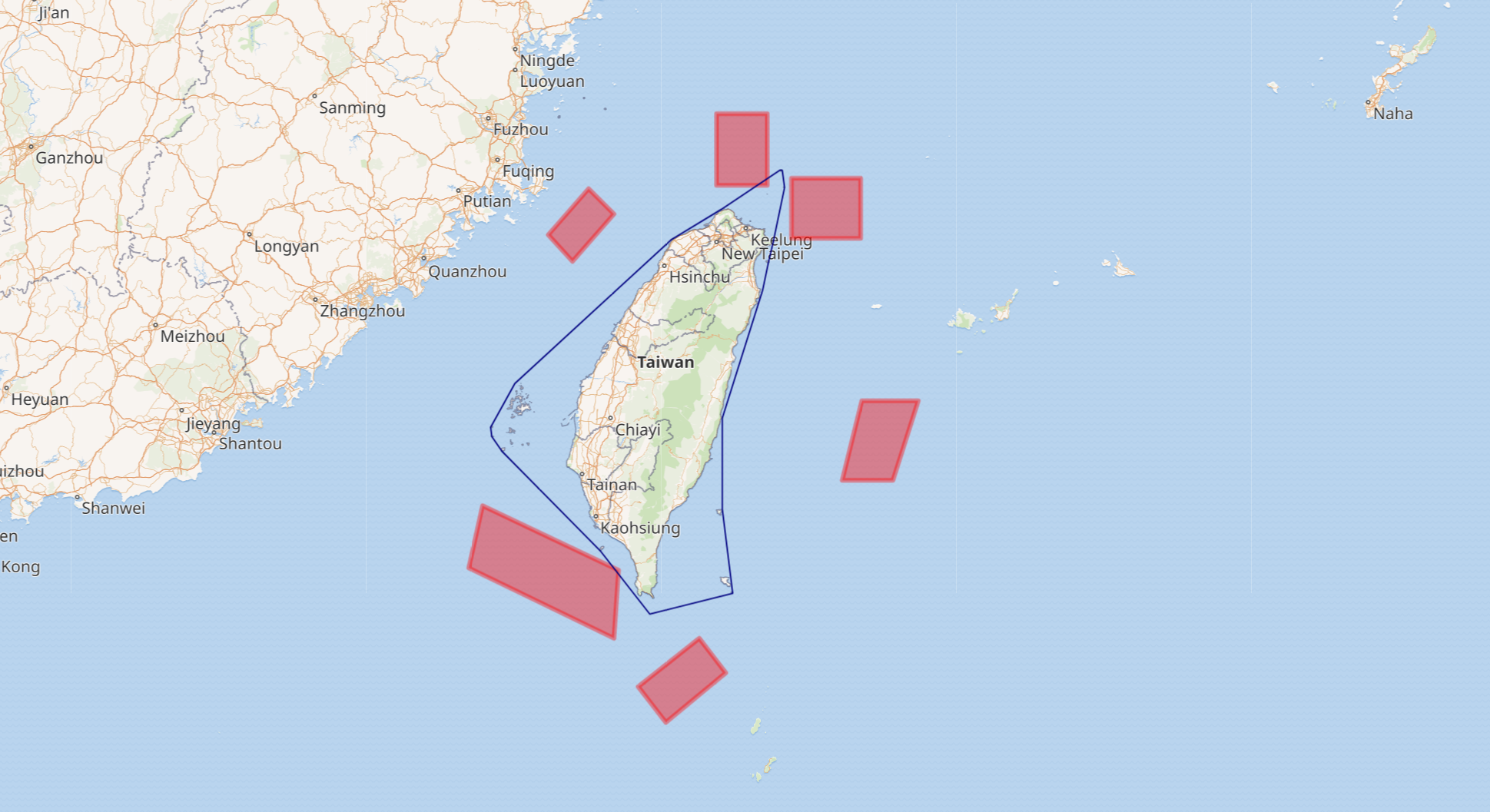
De gebieden waarin China's militaire oefeningen plaatsvonden.

China hield eind juli al militaire oefeningen in Fujian, de Chinese kust tegenover Taiwan.
Op 4 augustus vatte het Volksbevrijdingsleger grootschalige manoeuvres aan. Er werden ballistische raketten gelanceerd richting Taiwan waarvan verschillende in Japanse wateren terecht kwamen. Daarnaast werd vanaf het water en vanuit de lucht gevuurd in zes zones in de wateren rond het eiland. Enkele van die zones overlapten met Taiwans territoriale wateren. Daarmee werd een aanval op Taiwan gesimuleerd. Ook boven de Kinmen- en Matsu-archipel-eilanden werden drones en een vliegtuig waargenomen. Door de oefeningen waren Taiwans lucht- en zeeruim geblokkeerd en was vliegverkeer of scheepvaart niet mogelijk.
De oefeningen waren gepland tot 7 augustus. China kondigde echter aan dat ze verlengd werden. Daarop werd verdediging tegen onderzeeboten geoefend en aanvallen op marineschepen gesimuleerd. Op 10 augustus werd het einde aangekondigd nadat "de taken met succes waren volbracht" en "door gezamenlijke operaties de gevechtscapaciteit van de troepen getest". Daarnaast werden regelmatige patrouilles in de Straat van Taiwan aangekondigd.

## Taiwans militaire oefeningen
Volgend op de Chinese oefeningen kondigde ook Taiwan militaire oefeningen op verdediging tegen een Chinese invasie aan. Honderden troepen en een veertigtal stuks geschut landden in het zuiden van Taiwan. Er werd ook met artillerie richting zee gevuurd. Deze oefeningen werden van 9 tot 11 augustus gehouden.